# The Ex
A The Ex egy holland punkegyüttes. 1979-ben alakultak meg Amszterdamban. Lemezeiket a Touch and Go Records illetve Ex Records kiadók jelentetik meg. Jellemző rájuk a kísérletezés. Nagyrészt punkot játszanak (post-punk, anarcho punk, art punk), de dalaikban a népzene, a dzsessz és az indusztriális zenei stílusok is hallhatóak.

## Tagok
- Terrie Hessels ("Terrie Ex") – gitár, bariton gitár (1979–)
- Katherina Bornefeld – dob, ének, ütős hangszerek (1984–)
- Andy Moor – gitár, bariton gitár (1990–)
- Arnold de Boer – ének, gitár, sample (2009–)

Volt tagok 
- G.W. Sok – ének (1979–2009)
- Geurt van Gisteren – dob (1979–1981)
- René de Groot – basszusgitár (1979–1980)
- Bas Masbeck – basszusgitár (1980–1983)
- Wim ter Weele – dob (1981–1982)
- Sabien Witteman – dob (1982–1984)
- Luc Klaasen – basszusgitár (1983–2002)
- Yoke Laarman – basszusgitár (1983–1985)
- Johannes van de Weert – ének (1986–1987)
- Nicolette Schuurman – gitár (1987–1989)
- Colin McLean – basszusgitár (1993–1994, 2005, 2012)
- Han Buhrs – ének (1995–1997)
- Han Bennink – dob (1997)
- Rozemarie Heggen – basszusgitár (2003–2005)
- Massimo Pupillo – basszusgitár (2005)

## Stúdióalbumok
- Disturbing Domestic Peace (1980)
- History is What's Happening (1982)
- Tumult (1983)
- Blueprints for a Blackout (1984)
- Pokkeherie (1985)
- Aural Guerilla (1988)
- Joggers and Smoggers (1989)
- Mudbird Shivers (1995)
- Starters Alternators (1998)
- Dizzy Spells (2001)
- Turn (2004)
- Catch My Shoe (2011)
- Enormous Door (2013)
- The Ex at Bimhuis (2015)
- 27 Passports (2018)